# Wohnhausgruppe Gildemeisterstraße
Die Wohnhausgruppe Gildemeisterstraße in Bremerhaven-Mitte, Gildemeisterstraße 4 bis 10, wurde zwischen 1903 und 1909 errichtet. 
Die vier Häuser stehen seit 1977 unter Bremer Denkmalschutz.

## Geschichte
Das Ensemble:
- Die unterschiedlich gestalteten Häuser Nr. 4 und Nr. 6 entwarf der Architekt H. Otto Bräutigam für den Bauherrn Kistner, die historistische Architektur weist auch Jugendstilelemente auf.
- Das Doppelhaus Nr. 8 / Nr. 10 entstand nach Planung des zur Bauzeit in Bremerhaven ansässigen Architekten Heinz Stoffregen für die Familie seiner späteren Ehefrau, es lässt sich stilistisch in den Späthistorismus einordnen und zeigt Anklänge an Neobarock und Neoklassizismus.

Die Häuser werden heute (2018) für Wohnungen und Praxen genutzt.
Heinz Stoffregen lebte und arbeitete ab 1905 in Bremen, er wurde dort mit Bauten im Reformstil und im Expressionismus bekannt.

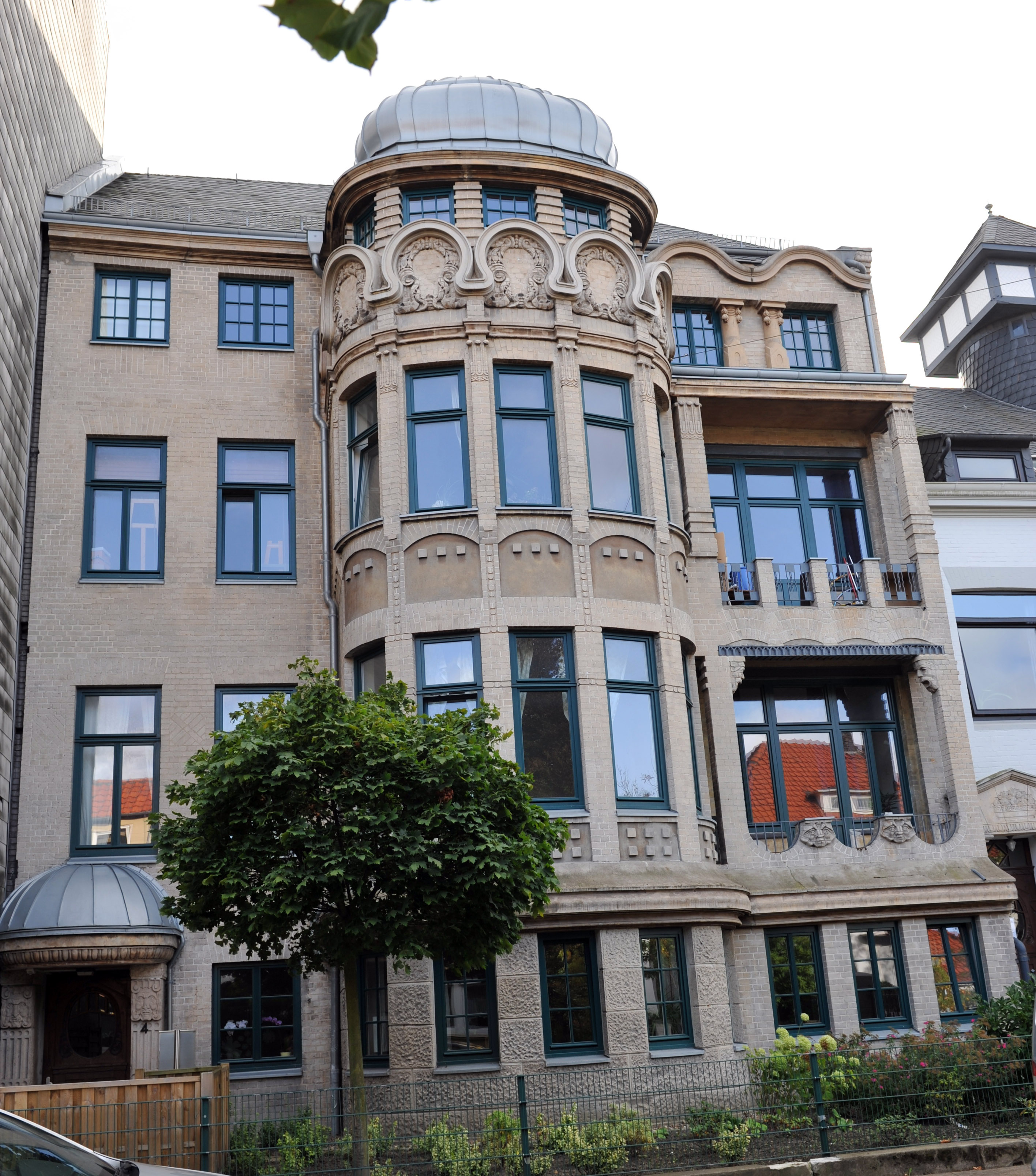
Nr. 4
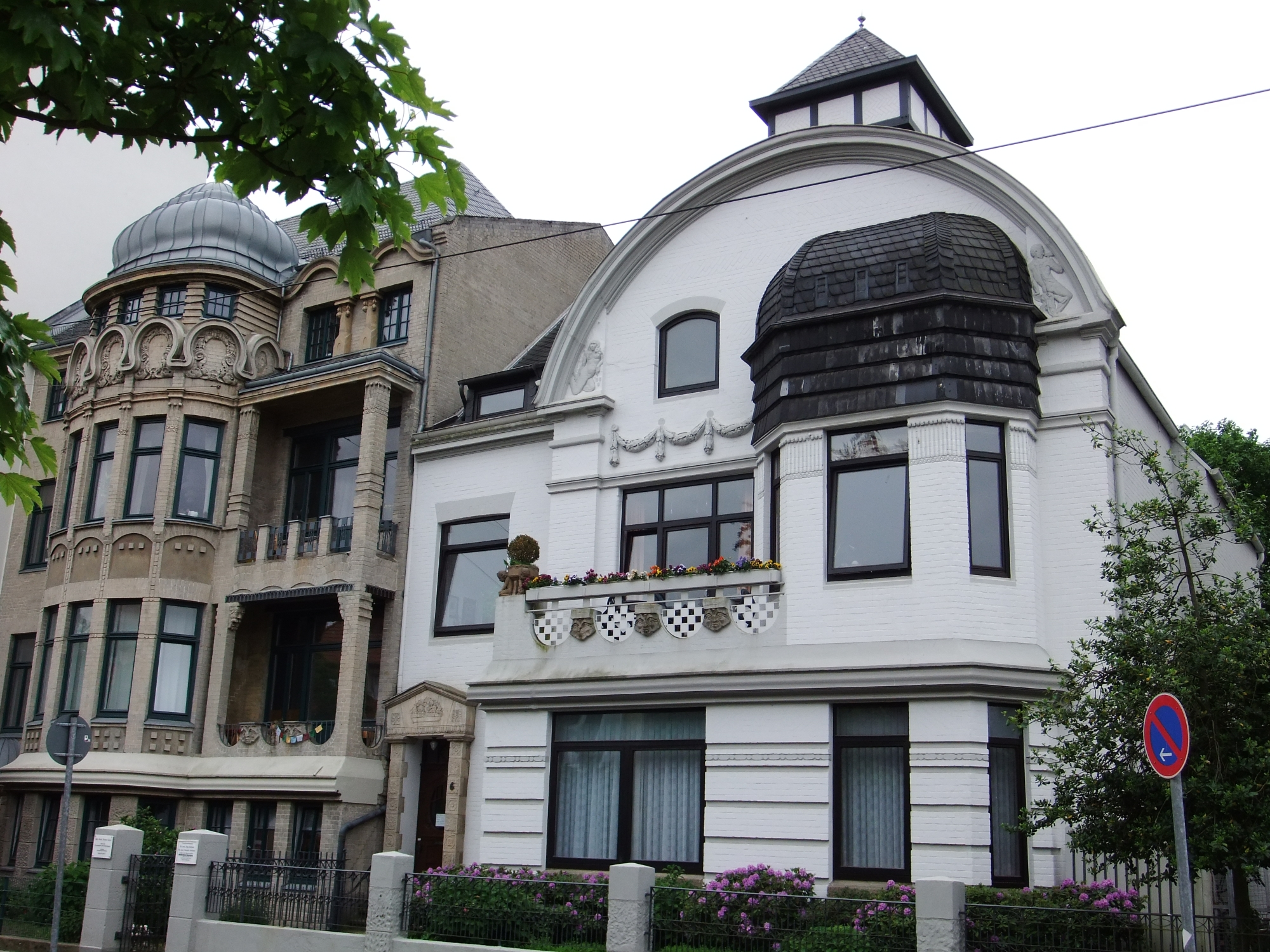
Nr. 6
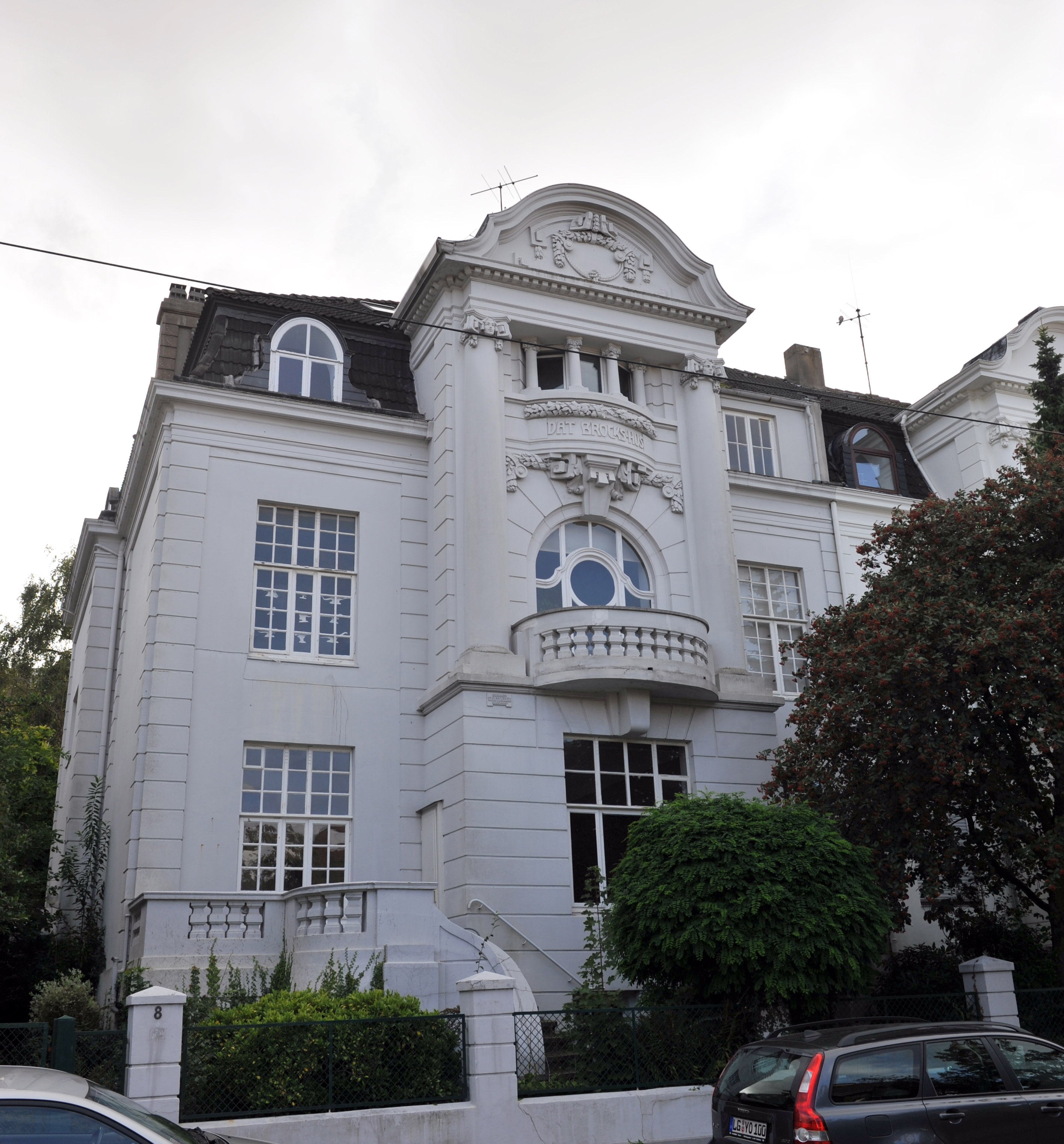
Nr. 8
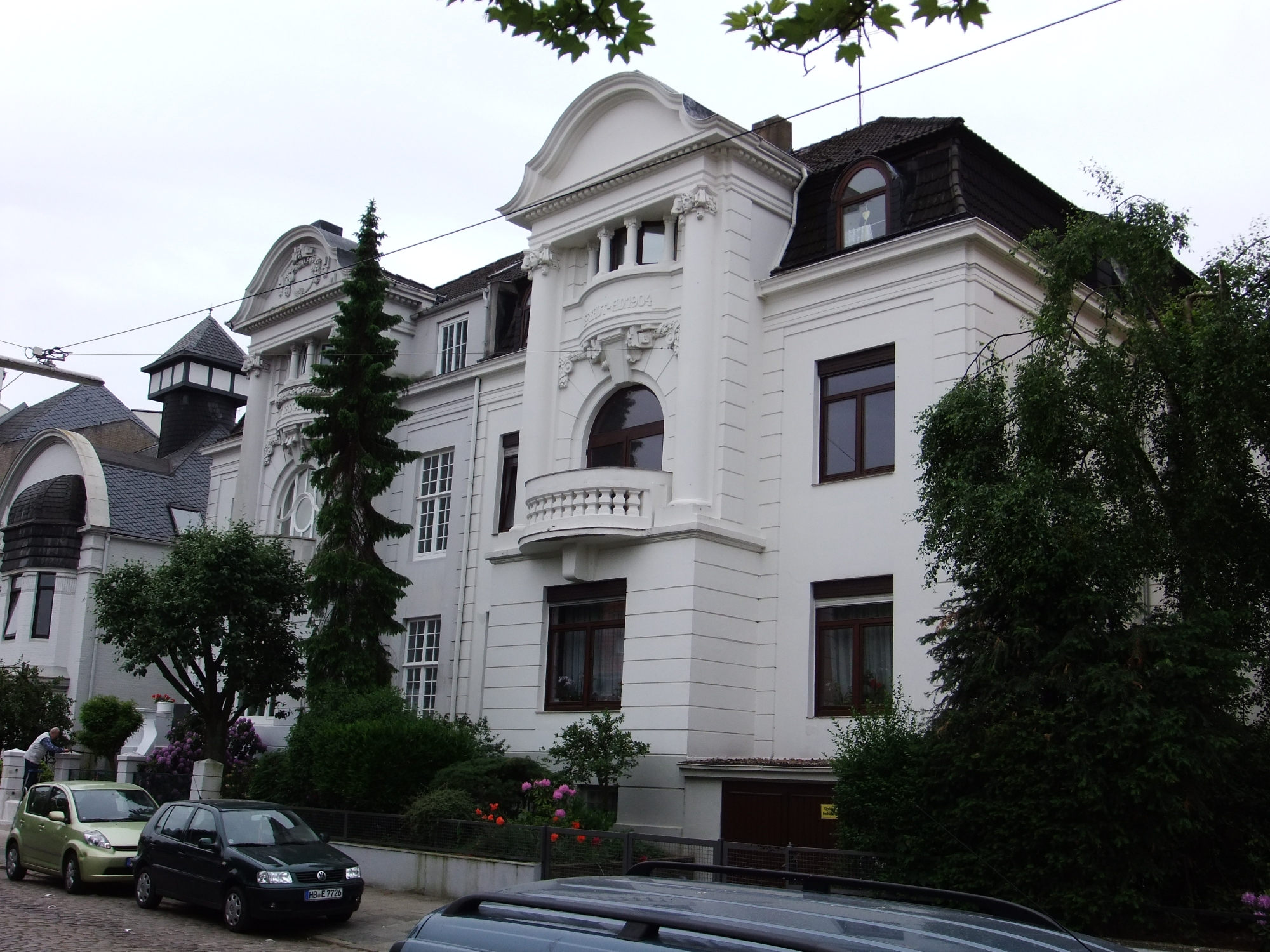
Nr. 10